# Château de Santa Catalina (Cadiz)
Pour les articles homonymes, voir Château de Santa Catalina.
Le château de Santa Catalina est un château situé dans la ville de Cádiz, dans la region autonome d'Andalousie, dans le sud de l'Espagne. il a été déclaré bien d'intérêt culturel en 1993.

### Source
- (en) Cet article est partiellement ou en totalité issu de l’article de Wikipédia en anglais intitulé « Castle of Santa Catalina (Cádiz) » (voir la liste des auteurs).